# Степаненко, Павел Афиногенович
Павел Афиногенович Степаненко (2 сентября 1901, дер. Савкино, Витебская губерния — 2 мая 1967, Ростов-на-Дону) — советский военный деятель, генерал-лейтенант (11.05.1949).

## Биография
Павел Афиногенович Степаненко родился 2 сентября 1901 года в деревне Савкино, ныне Себежского района Псковской области.

### Гражданская война
В мае 1919 года был призван в ряды РККА и направлен красноармейцев в 6-й Петроградский стрелковый полк, после чего принимал участие в боевых действиях на Петроградском фронте против войск под командованием генерала Н. Н. Юденича в районе ст. Войсповицы.
В январе 1920 года был направлен в комендантскую роту (70-я бригада ПВО ОН), а в феврале того же года — в 13-й запасной полк (Западный фронт), в составе которого принимал участие в боевых действиях в ходе советско-польской войны. В октябре того же года был направлен на учёбе на 29-е командные курсы, вскоре преобразованные в 14-ю Полтавскую пехотную школу комсостава. Во время учёбы принимал участие в боевых действиях против войск под командованием Н. И. Махно.

### Межвоенное время
После окончания учёбы в ноябре 1922 года был назначен на должность командира взвода в составе 6-х Ростовских командных курсов (Северокавказский военный округ), а в январе 1923 года был направлен в 27-й стрелковый полк (22-я Краснодарская стрелковая дивизия), где служил на должностях командира взвода, помощника командира и временно исполняющего должность командира роты. В октябре 1926 года был направлен в 24-ю Таманскую стрелковую дивизию, где исполнял должности командира роты в составе 220-го и 221-го стрелкового полков, а в октябре 1930 года был назначен на должность руководителя тактики Орджоникидзевской пехотной школы.
В апреле 1934 года был направлен на учёбу в Военную академию имени М. В. Фрунзе, после окончания которой с ноября 1936 года исполнял должность начальника штаба 3-го механизированного полка (Киевский военный округ), в декабре 1938 года был назначен на должность ассистента кафедры тактики Военной академии механизации и моторизации, в августе 1939 года — на должность начальника штаба 71-й стрелковой дивизии (Сибирский военный округ), в январе 1940 года — на должность помощника начальника по строевой части, затем — на должность заместителя начальника Новосибирского пехотного училища, а в марте того же года — на должность начальника штаба 52-го стрелкового корпуса.

### Великая Отечественная война
С началом войны Степаненко находился на прежней должности. В июле 1941 года корпус был передислоцирован в район города Вязьма, где до середины месяца занимался оборудованием оборонительного рубежа Нелидово — Белый — Дорогобуж, после чего был расформирован, а части пошли на укомплектование 30-й армии.
В октябре 1941 года был назначен на должность командира 250-й стрелковой дивизии, которая принимала участие в ходе Калининской оборонительной и наступательной операций, в освобождении Калинина, а также в Ржевско-Вяземской наступательной операции.
В мае 1942 года был назначен на должность командира 28-й гвардейской стрелковой дивизии, которая вела боевые действиях по ликвидации рамушевского коридора восточнее Демянска. Генерал-майор (4.08.1942).
В ноябре 1942 года был назначен на должность командира 14-го гвардейского стрелкового корпуса, который принимал участие в ходе Демянской, Старорусско-Новоржевской, Ленинградско-Новгородской, Псковско-Островской, Рижской и Тартуской наступательных операций, а также в освобождении городов Дно и Остров, в блокаде курляндской группировки войск противника вплоть до полной её капитуляции.

### Послевоенная карьера
После окончания войны продолжил командовать 14-м гвардейским стрелковым корпусом в составе Харьковского военного округа, а в марте 1946 года был назначен на должность командира 31-го стрелкового корпуса (Белгородский военный округ).
В марте 1947 года Степаненко был направлен направлен на учёбу на высшие академические курсы при Высшей военной академии имени К. Е. Ворошилова, после окончания которых в мае 1948 года был назначен на должность командира 72-го стрелкового корпуса (Приморский военный округ), в августе 1952 года — на должность помощника командующего войсками Донского военного округа, в ноябре 1953 года — на должность заместителя командующего по строевой части Северокавказского военного округа, а в июле 1954 года — на должность помощника командующего — начальника Управления боевой подготовки этого же округа.
Генерал-лейтенант Павел Афиногенович Степаненко в мае 1956 года вышел в запас. Умер 2 мая 1967 года в Ростове-на-Дону.

## Награды
- Орден Ленина;
- Четыре ордена Красного Знамени;
- Орден Суворова 2-й степени;
- Орден Кутузова 2-й степени;
- Медали.